# Coeficient de inteligență

Curba gausiană a coeficientului de inteligenţă

Coeficient de inteligență sau  IQ (în original, acronimul expresiei  intelligence quotient,) reprezintă un concept și un scor derivat din diferite teste standardizate prin care se încearcă măsurarea inteligenței.  Coeficientul mediu de inteligență al unui om este 100. Cel mai mare factor IQ cunoscut astăzi al unui om depășește 240.
William Stern a definit inteligența ca aptitudinea generală a individului de a-și adapta conștient gândirea unor cerințe noi: ea este capacitatea spirituală de adaptare generală la noile cerințe și condiții ale vieții.
Primele teste psihometrice de măsurare a inteligenței au fost puse la punct de Alfred Binet⁠(fr)[traduceți] la începutul secolului al XX-lea.

## Istoric
- Controversa istoriei rasei și inteligenței umane

### Factor general (g)
- Factorul g (psihometrie)⁠(en)[traduceți]

## A se vedea și
- Coeficient de emotivitate
- Coeficient de spiritualitate
- Alfred Binet
- Raymond Cattell